# Moor am Holstener Weg
Das Naturschutzgebiet Moor am Holstener Weg liegt auf dem Gebiet der Stadt Rheine im Kreis Steinfurt in Nordrhein-Westfalen. Das Gebiet erstreckt sich nördlich der Kernstadt Rheine direkt an der am westlichen Rand verlaufenden B 70 und der Landesgrenze zu Niedersachsen. Nördlich verläuft die A 30. Südlich fließt die Ems und östlich der Dortmund-Ems-Kanal.

## Bedeutung
Für Rheine ist seit 1998 ein 14,36 ha großes Gebiet unter der Kenn-Nummer ST-105 als Naturschutzgebiet ausgewiesen. Das Gebiet wurde unter Schutz gestellt zur Erhaltung und Wiederherstellung 
- eines Feuchtgebietes mit Hochmoorresten,
- der Vegetation nährstoffarmer Stillgewässer und Heiden und
- von Lebensgemeinschaften oder Lebensstätten gefährdeter Tier- und Pflanzenarten.